# Wahlen zum Senat der Vereinigten Staaten 1982
Die Wahlen zum Senat der Vereinigten Staaten 1982 zum 98. Kongress der Vereinigten Staaten fanden am 2. November statt. Sie waren Teil der Wahlen in den Vereinigten Staaten an diesem Tag, den Halbzeitwahlen (engl. midterm election) in der Mitte von Präsident Ronald Reagans erster Amtszeit.
Zur Wahl standen die 33 Sitze der Klasse I, Nachwahlen für vorzeitig aus dem Amt geschiedene Senatoren fanden keine statt. 19 dieser Senatoren gehörten der Demokratischen Partei an, 13 den Republikanern, außerdem stand der Sitz des unabhängigen Senators Harry F. Byrd junior zur Wahl, der nicht wieder kandidiert hatte. 28 Amtsinhaber wurden wiedergewählt, 18 Demokraten und 10 Republikaner. Die Demokraten konnten zwei bisher von Republikanern gehaltene Sitze erobern, die Republikaner gewannen den Sitz des nicht mehr zur Wahl angetretenen Unabhängigen sowie einen Sitz der Demokraten. Die Republikaner konnten damit ihre Mehrheit von 54 Sitzen halten, während sich die Demokraten leicht von 45 auf 46 Sitze verbessern konnten.
Im September 1983 starb der demokratische Senator von Washington Henry M. Jackson. Zu seinem Nachfolger wurde der Republikaner Daniel J. Evans ernannt, der in einer Nachwahl am 3. November 1983 bestätigt wurde. Damit lag das Parteienverhältnis bei 55 zu 45.
Zu Veränderungen nach der Wahl siehe auch Liste der Mitglieder des Senats im 98. Kongress der Vereinigten Staaten.

## Ergebnisse
| Staat         | Amtierender Senator        | Partei       | Ergebnis                   | Neuer Senator           |
| ------------- | -------------------------- | ------------ | -------------------------- | ----------------------- |
| Arizona       | Dennis DeConcini           | Demokrat     | wiedergewählt              | Dennis DeConcini        |
| Connecticut   | Lowell P. Weicker          | Republikaner | wiedergewählt              | Lowell P. Weicker       |
| Delaware      | William V. Roth            | Republikaner | wiedergewählt              | William V. Roth         |
| Florida       | Lawton Chiles              | Demokrat     | wiedergewählt              | Lawton Chiles           |
| Hawaii        | Spark Matsunaga            | Demokrat     | wiedergewählt              | Spark Matsunaga         |
| Indiana       | Richard Lugar              | Republikaner | wiedergewählt              | Richard Lugar           |
| Kalifornien   | S. I. Hayakawa             | Republikaner | von Republikanern gehalten | Pete Wilson             |
| Maine         | George J. Mitchell         | Demokrat     | wiedergewählt              | George J. Mitchell      |
| Maryland      | Paul Sarbanes              | Demokrat     | wiedergewählt              | Paul Sarbanes           |
| Massachusetts | Edward Kennedy             | Demokrat     | wiedergewählt              | Edward Kennedy          |
| Michigan      | Donald W. Riegle           | Demokrat     | wiedergewählt              | Donald W. Riegle        |
| Minnesota     | David Durenberger          | Republikaner | wiedergewählt              | David Durenberger       |
| Mississippi   | John C. Stennis            | Demokrat     | wiedergewählt              | John C. Stennis         |
| Missouri      | John Danforth              | Republikaner | wiedergewählt              | John Danforth           |
| Montana       | John Melcher               | Demokrat     | wiedergewählt              | John Melcher            |
| Nebraska      | Edward Zorinsky            | Demokrat     | wiedergewählt              | Edward Zorinsky         |
| Nevada        | Howard Cannon              | Demokrat     | Zugewinn Republikaner      | Chic Hecht              |
| New Jersey    | Nicholas F. Brady, ernannt | Republikaner | Zugewinn Demokraten        | Frank Lautenberg        |
| New Mexico    | Harrison Schmitt           | Republikaner | Zugewinn Demokraten        | Jeff Bingaman           |
| New York      | Daniel Patrick Moynihan    | Demokrat     | wiedergewählt              | Daniel Patrick Moynihan |
| North Dakota  | Quentin N. Burdick         | Demokrat     | wiedergewählt              | Quentin N. Burdick      |
| Ohio          | Howard Metzenbaum          | Demokrat     | wiedergewählt              | Howard Metzenbaum       |
| Pennsylvania  | John Heinz                 | Republikaner | wiedergewählt              | John Heinz              |
| Rhode Island  | John Chafee                | Republikaner | wiedergewählt              | John Chafee             |
| Tennessee     | Jim Sasser                 | Demokrat     | wiedergewählt              | Jim Sasser              |
| Texas         | Lloyd Bentsen              | Demokrat     | wiedergewählt              | Lloyd Bentsen           |
| Utah          | Orrin Hatch                | Republikaner | wiedergewählt              | Orrin Hatch             |
| Vermont       | Robert Stafford            | Republikaner | wiedergewählt              | Robert Stafford         |
| Virginia      | Harry F. Byrd              | Unabhängiger | Zugewinn Republikaner      | Paul S. Trible          |
| Washington    | Henry M. Jackson           | Demokrat     | wiedergewählt              | Henry M. Jackson        |
| West Virginia | Robert Byrd                | Demokrat     | wiedergewählt              | Robert Byrd             |
| Wisconsin     | William Proxmire           | Demokrat     | wiedergewählt              | William Proxmire        |
| Wyoming       | Malcolm Wallop             | Republikaner | wiedergewählt              | Malcolm Wallop          |

- ernannt: Senator wurde vom Gouverneur als Ersatz für einen ausgeschiedenen Senator ernannt.
- wiedergewählt: ein gewählter Amtsinhaber wurde wiedergewählt.